# غائب في الربيع
غائب في الربيع (بالإنجليزية: Absent in the Spring) هي رواية من تأليف وإنشاء الكاتبة الإنجليزية أجاثا كريستي ونشرت لأول مرة في المملكة المتحدة في شهر أغسطس من عام 1944 وفي الولايات المتحدة في وقت لاحق من العام نفسه. وهي الرواية الثالثة من ست روايات التي كتبتها أجاثا كريستي باسمها المستعار ماري ويستماكوت. يلاحظ ان الرواية ليست رواية تحقيق.

## الترجمة العربية
ترجمة الرواية إلى العربية بواسطة احمد حسن ونشرتها دار الحرية للنشر والتوزيع بعنوان «ذكريات».